# Erik von Detten
Erik von Detten, född 3 oktober 1982 i San Diego, Kalifornien, är en amerikansk skådespelare. Han har gjort roller i Escape to Witch Mountain, Toy Story, Brink!, Meego, Complete Savages och So Weird.